# آن فريدمان
آن فريدمان (بالإنجليزية: Ann Friedman)‏ هي صحفية أمريكية، ولدت في 1982 في دوبوك في الولايات المتحدة.

## وصلات خارجية
- الموقع الرسمي